# 新機場自動車道
新機場自動車道（日语：／ Shin-kūkō jidōshadō */?）是日本千葉縣成田市連接東關東自動車道至成田國際機場（舊稱為新東京國際機場）的聯絡道路，規格上為長約3.9公里的高速自動車國道。略稱為新機場道（日语：／ Shin-kūkō dō */?）。高速公路路線編號編為「E65」。

## 概要
本路線並未被指定為國土開發幹線自動車道，但卻是高速自動車國道路線指定政令中被指定的高速自動車國道。政令路線名稱為成田國際機場線（成田国際空港線）。
本路線全線位於大都市近郊區間，與國道295號平行。

## 交流道
- 全線位於日本千葉縣成田市內。
- IC為交流道的簡寫，JCT為系統交流道的簡寫，SIC為智能交流道的簡寫。

| 交流道 編號 | 中文設施名稱 | 日文設施名稱 | 英文設施名稱 | 接續路線名稱       | 起點 里程 （公里） | 備註                                |
| ----------- | ------------ | ------------ | ------------ | ------------------ | ------------------ | ----------------------------------- |
| 9-1         | 成田JCT      |              |              | E51 東關東自動車道 | 0.0                | 有與北千葉道路的接續計劃            |
| 10          | 成田IC       |              |              | 國道295號          | 0.0                | 只限東關東道方向出入口              |
|             | 成田SIC      |              |              | 國道295號          | 0.6                | 只限新機場IC方向入口 6 - 15時可使用 |
|             | 新機場IC     |              |              |                    | 3.9                | 成田國際機場出入口                  |

## 歷史
- 1971年10月27日：宮野木系統交流道～富里交流道間通車（現為東關東自動車道）
- 1972年8月19日：富里交流道～成田交流道間通車（現為東關東自動車道）
- 1978年5月21日：成田交流道～新機場交流道間通車
- 1979年4月1日：宮野木系統交流道～成田交流道間易名為東關東自動車道
- 2004年4月1日 : 隨著新東京國際機場民營化並改稱成田國際機場，政令路線名由新東京國際機場線變更為成田國際機場線[1]。
- 2005年10月1日 : 交由東日本高速公路管理
- 2009年4月1日 : 成田交流道的智慧型交流道入口啟用

## 路線狀況

### 道路管理者
- 東日本高速公路 關東支社（日语：東日本高速道路関東支社）
  - 千葉管理事務所 : 全線

（千葉管理事務所其他管理區間：東關東自動車道市川系統交流道 - 潮來交流道間）

### 車道與速限
| 區間                         | 車道 上下線=上行線+下行線 | 速限    |
| ---------------------------- | ------------------------- | ------- |
| 成田系統交流道/交流道-新機場 | 4=2+2                     | 100km/h |

### 交通量
24小時交通量（台）　道路交通調查
| 區間                                     | 平成17（2005）年度 | 平成22（2010）年度 |
| ---------------------------------------- | ------------------ | ------------------ |
| 成田系統交流道/交流道 - 成田智慧型交流道 | 11,660             | 9,892              |
| 成田智慧型交流道 - 新機場                | 11,660             | 10,031             |

（來源：「平成22年度道路交通調查 （页面存档备份，存于）」自國土交通省主頁摘錄部分資料作成）

## 地理

### 通過自治體
- 千葉縣 成田市

### 連接高速公路
- 東關東自動車道（於成田交流道連接）

## 外部連結
- 東日本高速道路株式會社 （页面存档备份，存于）
- 成田國際機場 （页面存档备份，存于）